# ريثيمنو (مقاطعة)
 ريثيمنو إحدى مقاطعات اليونان وعاصمتها مدينة ريثيمنو.